# Dôn
Don is een personage uit de Mabinogion dat vaak gelijkgesteld wordt aan de Ierse godin Danu. Ze werd vaak omringd door kinderen en vogels, voorgesteld. 
Zij is de dochter van Mathonwy, zuster van Math, de vrouw van Beli Mawr (zie ook Belenos), en de moeder van onder meer Arianrhod, Gwydion, Govannon, Gilfaethwy en Amaethon.
Annwfyn · Arawn · Arthur · Arianrhod · Bran · Branwen · Culhwch · Dôn · Efnisien · Gereint · Llŷr · Macsen Wledic · Manawyddan · Matholwch · Pwyll · Rhiannon